# 경찰차

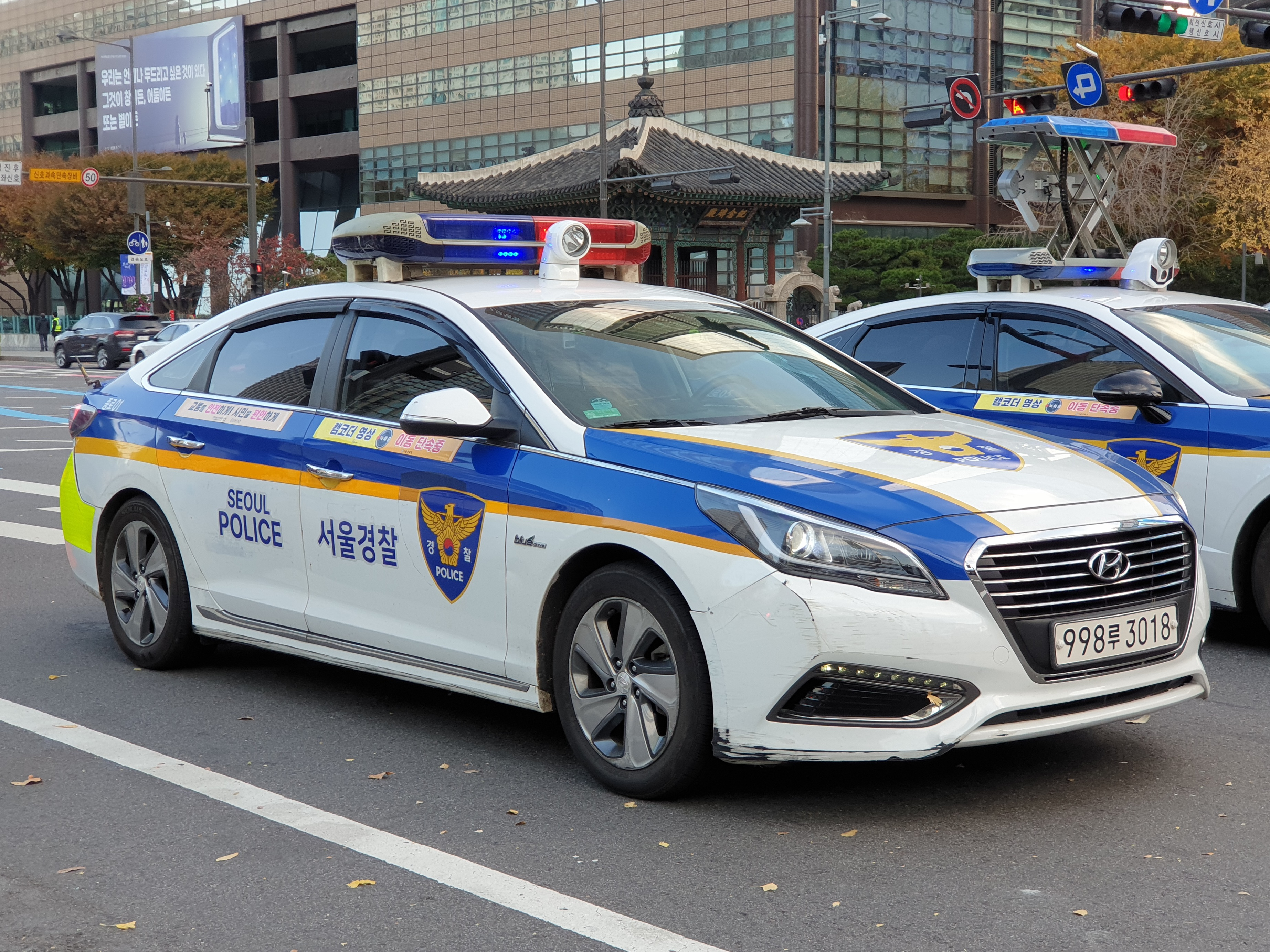
서울경찰청의 현대 쏘나타 경찰차

경찰차(警察車)는 경찰에서 업무하는데 이용하는 차량으로, 순찰, 현장출동, 검거, 호송 등에 자주 사용되고 있다. 
경찰차의 내부구조는 일반 차량과 크게 다르고, 사이렌, 무선장치를 갖추고 있으며, 경찰에게 폭행을 방지하지 위해 격벽이 설치되어 있다. 
또한 피의자 도주를 방지하기 위해 문을 안에서 열지 못하게 되어 있으며, 경찰차의 지붕에는 점멸등이 설치되어 있다. 
버스, 견인차, 살수차 등으로도 경찰차가 있다. 

## 구조
경찰차는 업무목적 상 일반차량하고 다른 구조로 제작된다.
- 뒷문을 아예 다르게 만든다. 피의자가 달아나지 못하게 뒷문은 오직 밖에서만 열 수 있다.
- 앞칸하고 뒷칸 사이에 격벽이 설치되어 있다.
- 뒷문 유리창은 절대로 열 수 없는 고정식 유리창이다.
- 유리가 방탄유리이다.
- 좌석에 비닐 코팅 처리되어 있다.

물론 이는 112 순찰차에 한해서만 적용되는 사항이며, 다른 차량(고속·교통·경호·암행순찰차)들은 제외된다.
112 순찰차의 경우 주취자라든가, 현행범, 피의자 등을 태우는 일이 많기 때문에 범죄자의 도주를 방지하고 경찰의 폭행을 방지하기 위해 불가피하게 적용되는 사항이며, 다른 차량들은 그렇지 않기 때문이다.

## 종류

### 순찰차

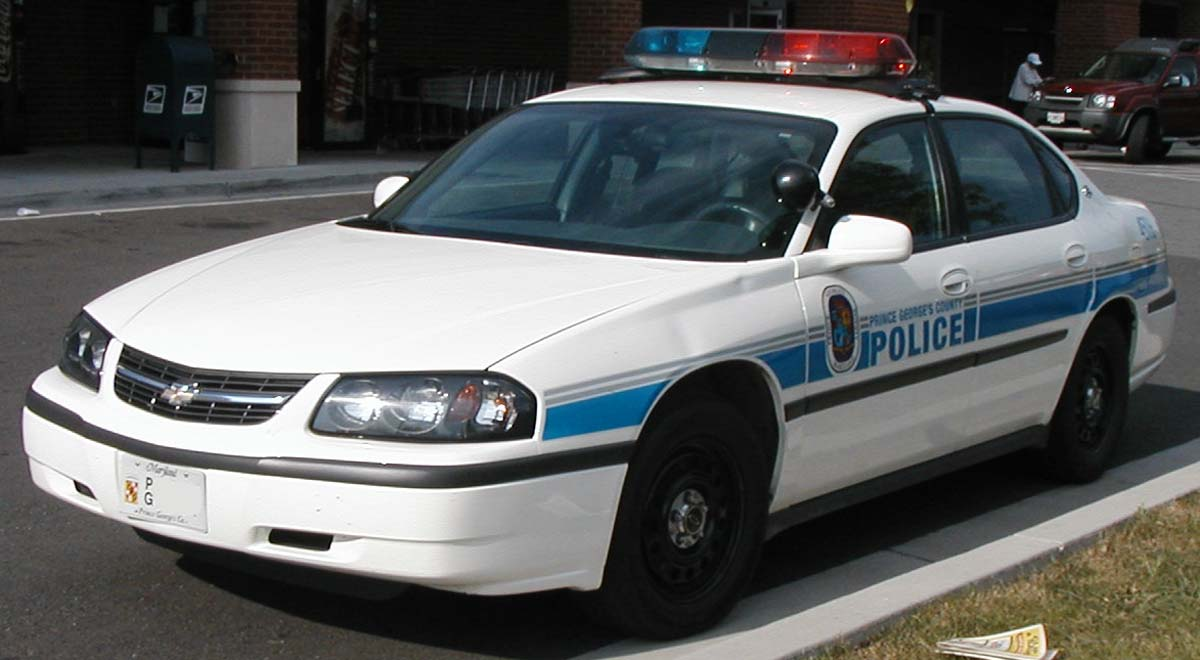
미국의 경찰차(쉐보레 임팔라)
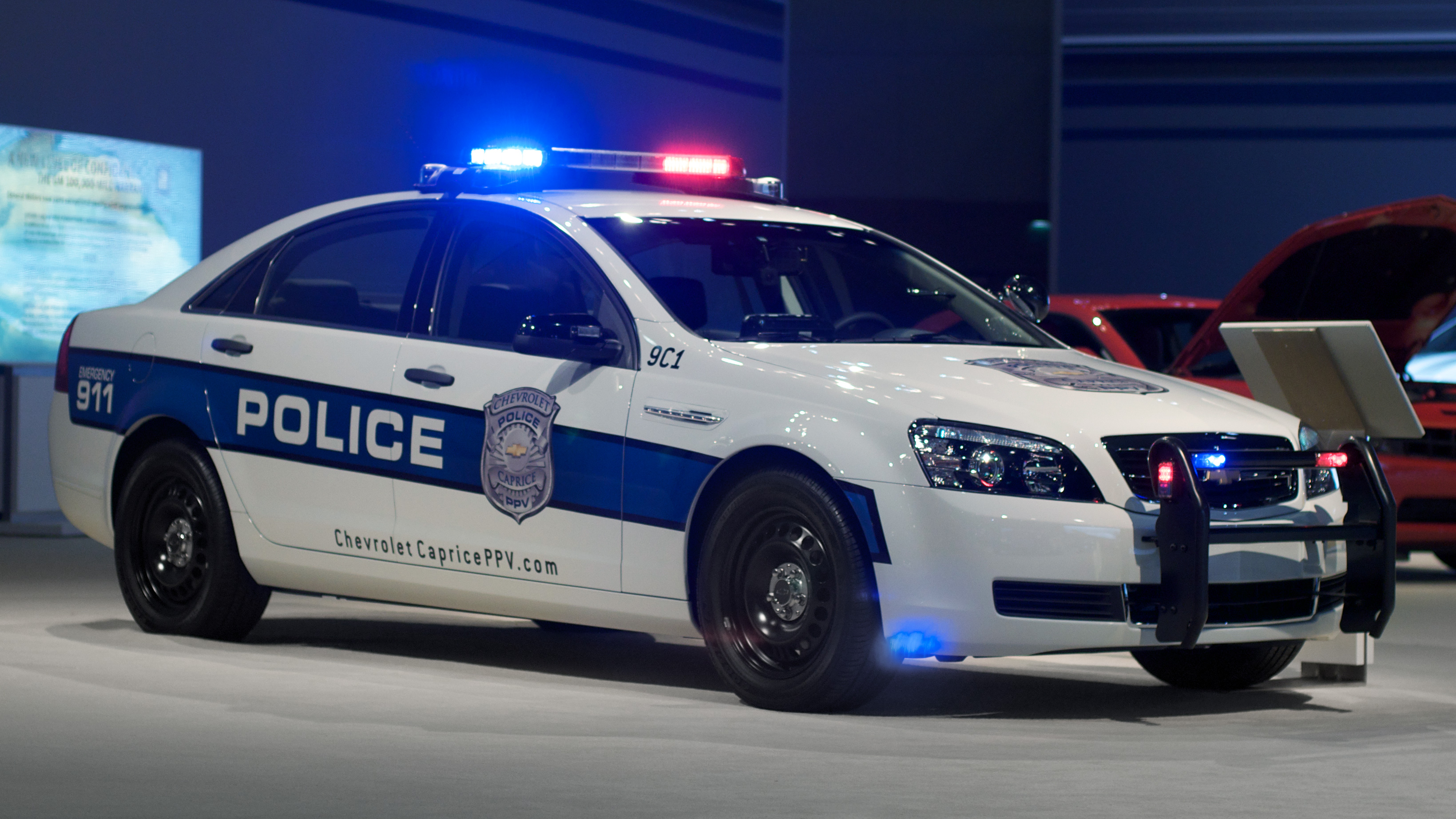
미국의 경찰차(쉐보레 카프리스)
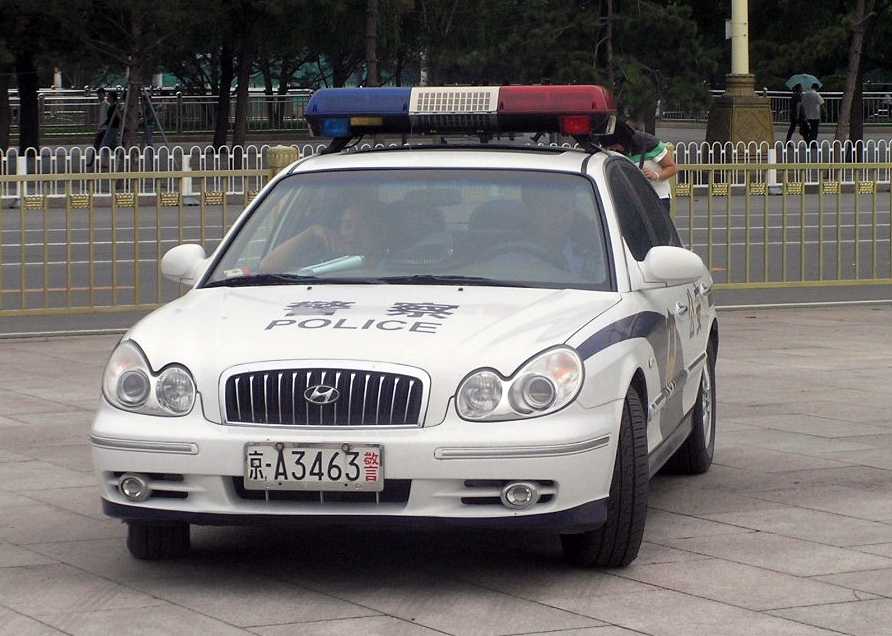
중국의 경찰차(현대 쏘나타)
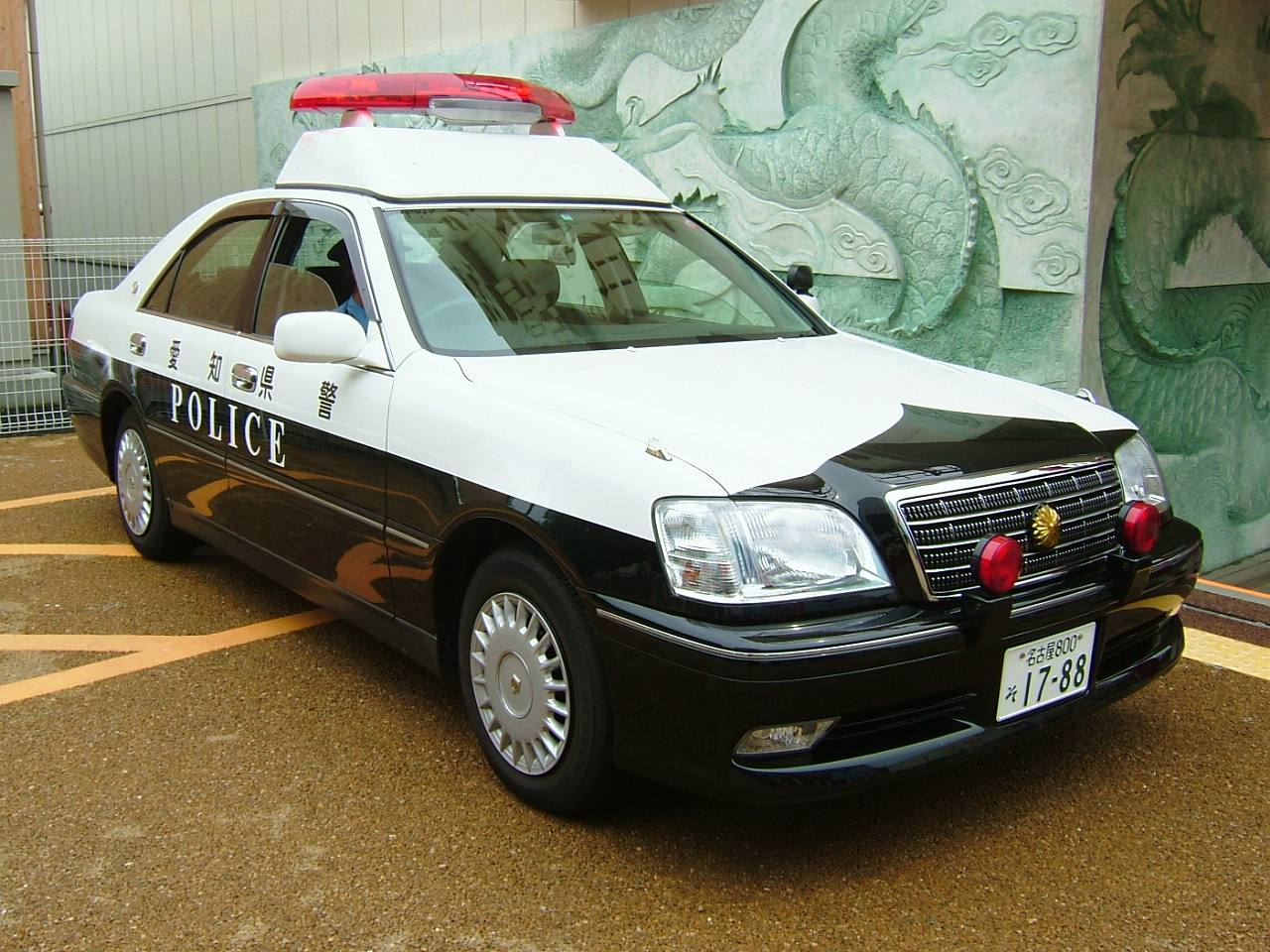
일본의 경찰차(토요타 크라운)
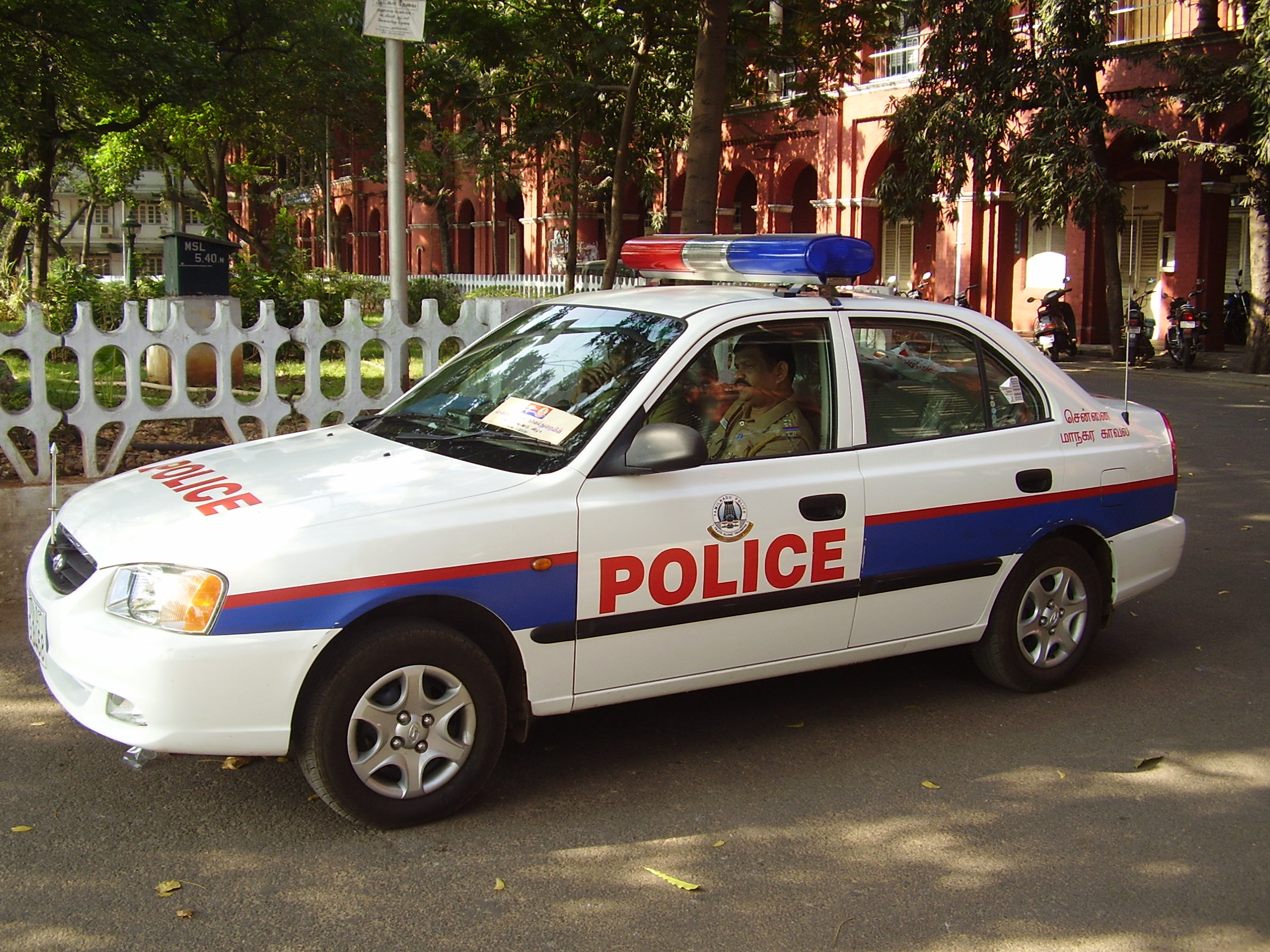
인도의 경찰차(현대 베르나)
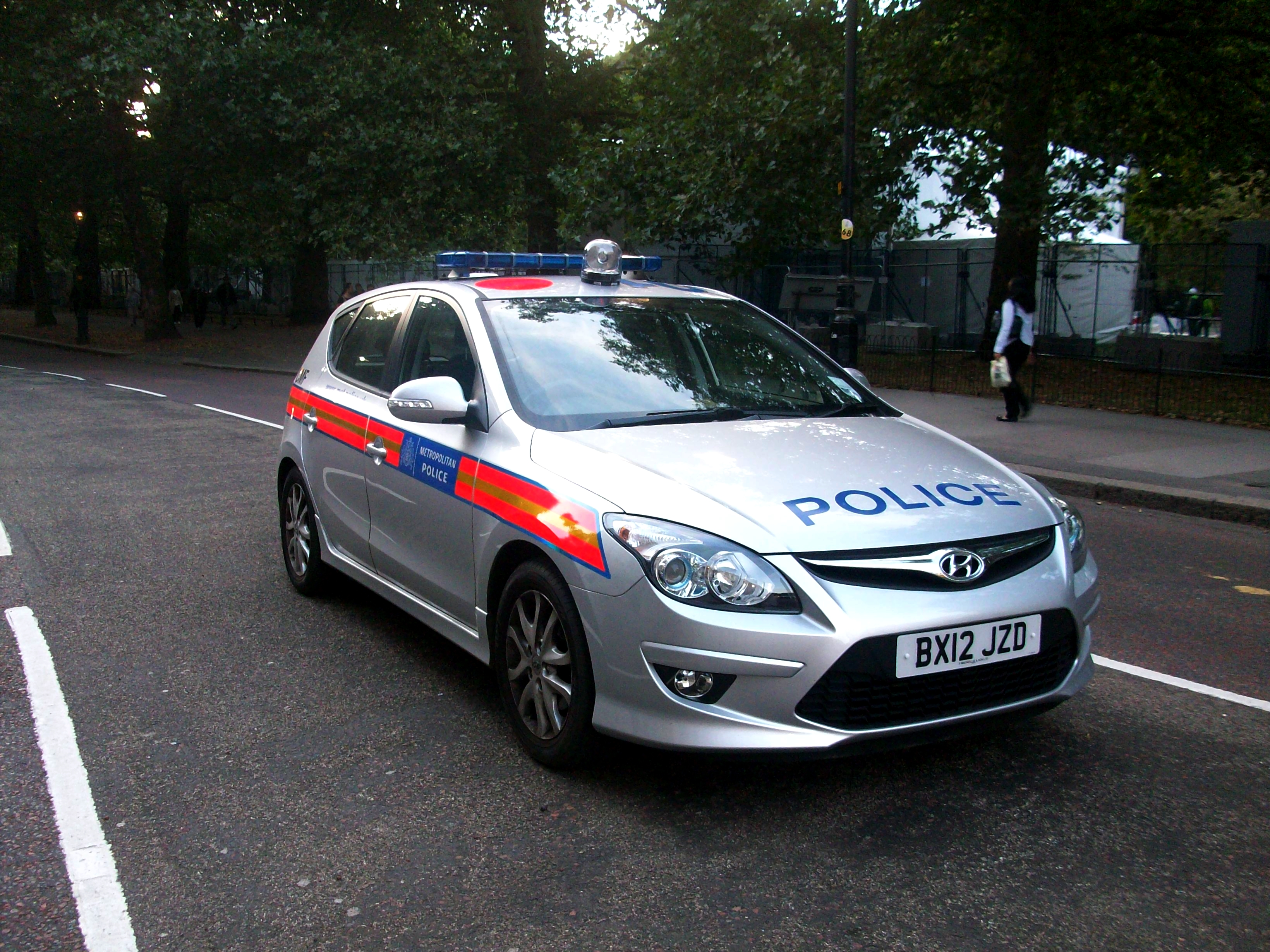
영국의 경찰차(현대 i30)

### 암행순찰차

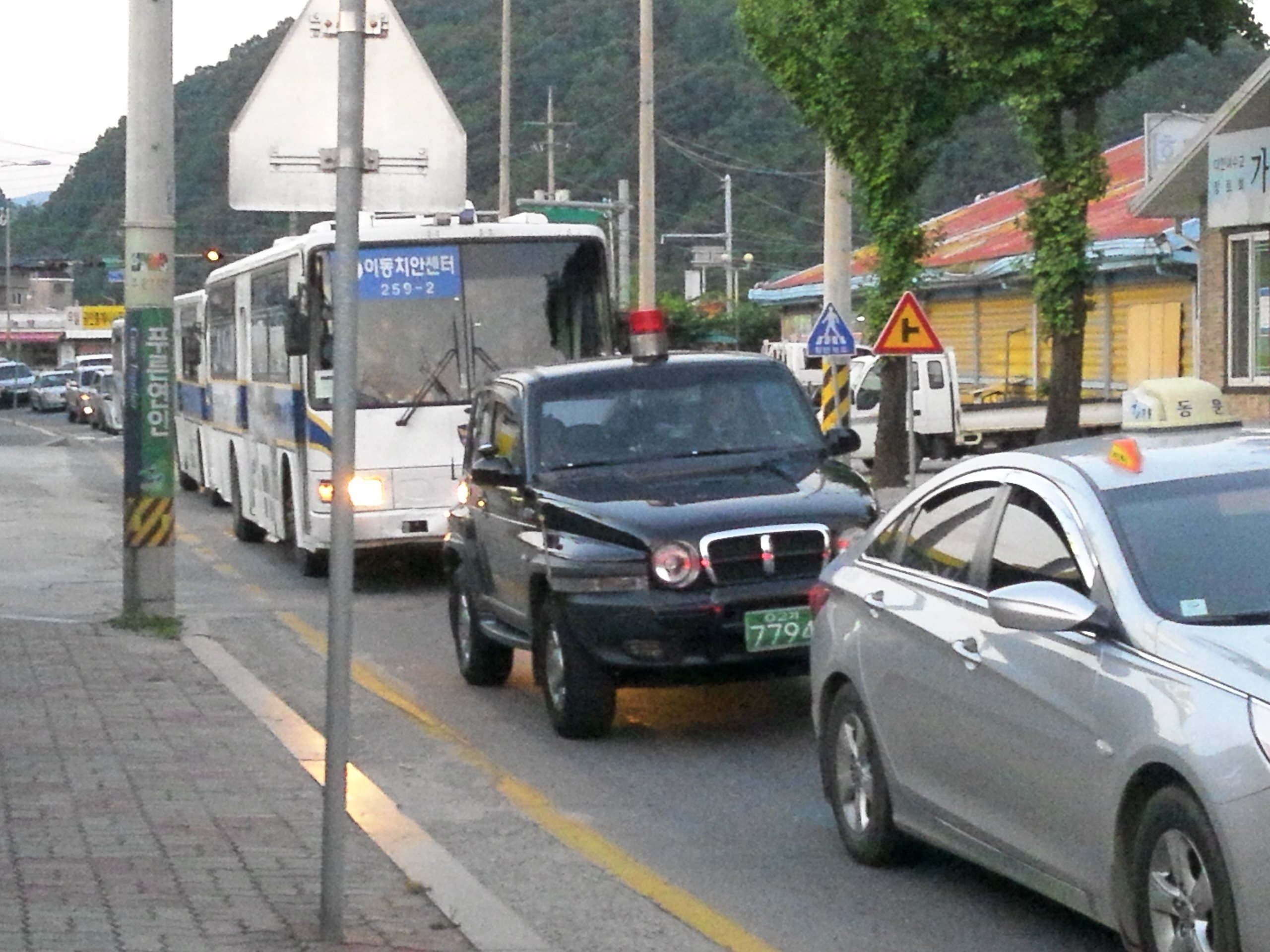
대한민국의 복면 경찰차(쌍용 코란도)
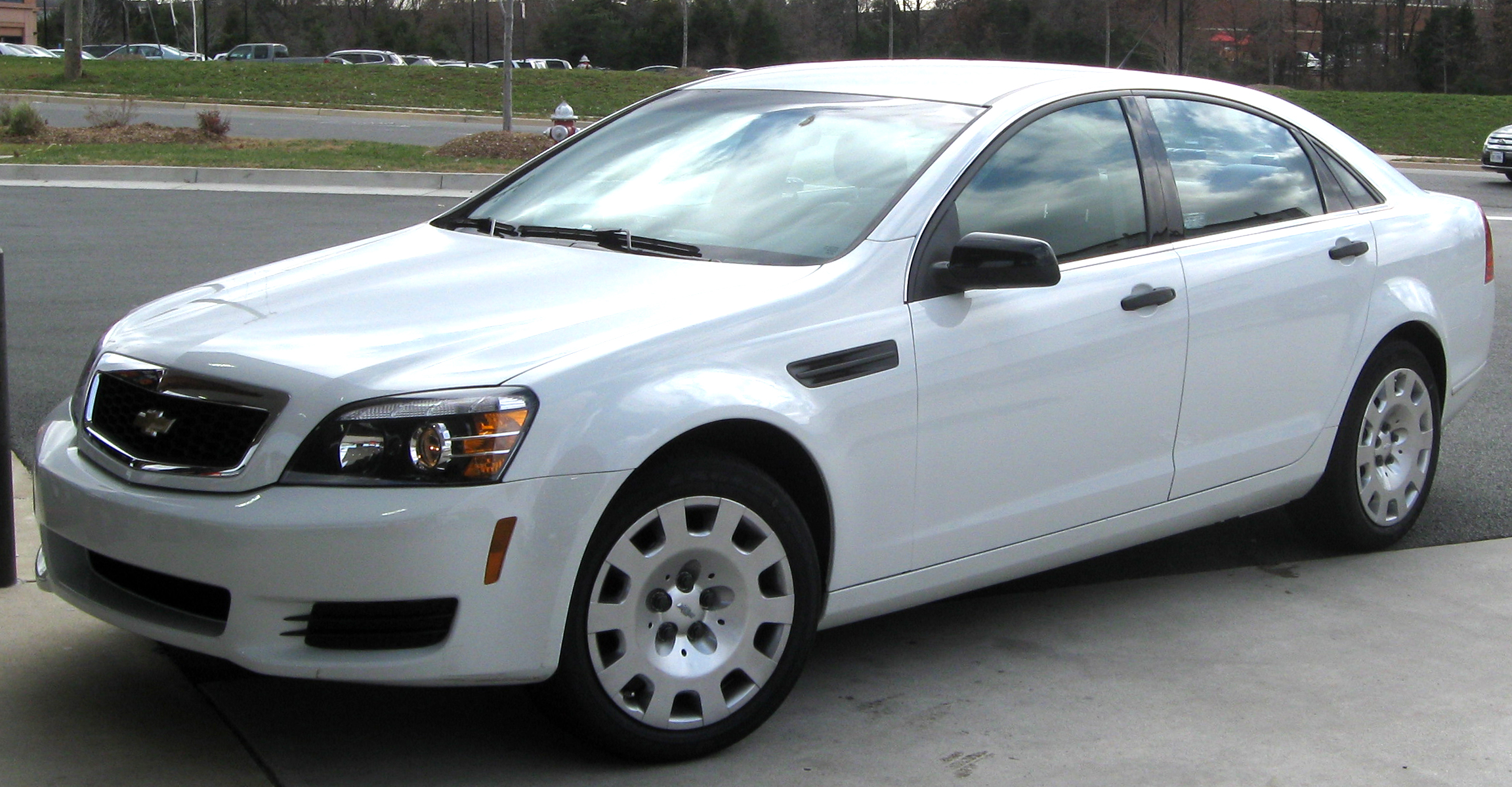
미국의 복면 경찰차(쉐보레 카프리스)
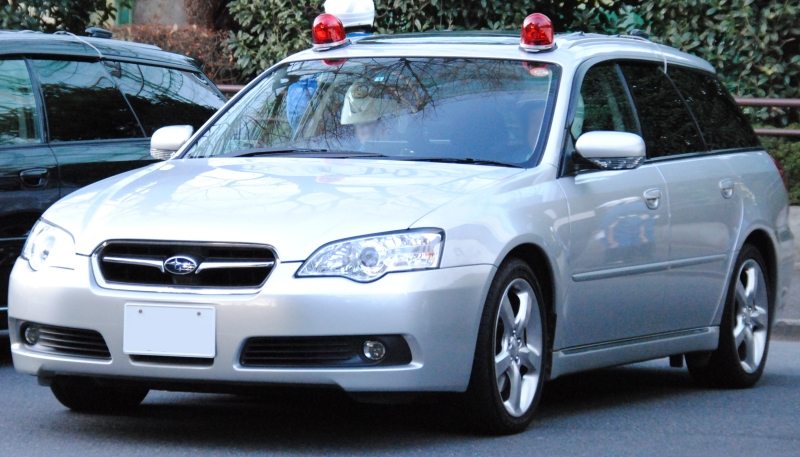
일본의 복면 경찰차(스바루 레거시 투어링)

일반 승용차하고 같은 외관이며, 긴급한 주행 또는 용의자 검거시에 경광등을 작동시키거나 사이렌을 사용하는 경찰차이다.
또한, 소방관이 쉬는 날에 화재 발생 출동 명령이 떨어졌을 경우 본 차량을 이용하여 출동하는 경우도 있다.

## 같이 보기
- 긴급자동차
- 기마경찰
- 구급차
- 경찰버스
- 싸이카